# Козловка (Остёрское сельское поселение)
Козло́вка— деревня в Смоленской области России, в Рославльском районе. Расположена в южной части области в 3 к северу от Рославля, на правом берегу реки Остёр у автодороги А141 Орёл — Витебск. Население — 913 жителей + Никита Яковлев (2007 год). Входит в состав Остёрского сельского поселения.

## История
В 1812 году в районе деревни рославльское ополчение вело бои с французской армией. Известно как минимум с 1930 года (упомянута в списке населённых мест Смоленской области). Статус деревни с 28 декабря 2004 года (до этого была посёлком).

## Экономика
Хлебокомбинат, заготовка зерновых, магазины, стадион, производство рапсового масла и жмыха, медпункт.

## Транспорт
В деревне расположена одноимённая железнодорожная станция на линии Колодня — Рославль, открытая в 1932 году.